# Кэрролл, Томми
То́мас Ро́джер Кэ́рролл (англ. Thomas Roger Carroll; 18 августа 1942, Дублин — 16 августа 2020) — ирландский футболист и футбольный тренер, играл на позиции защитника.

## Биография

### Клубная карьера
В возрасте 15 лет Кэрролл дебютировал в «Шелбурне», в составе которого играл в течение семи сезонов, выиграв с этим клубом чемпионский титул и Кубок Ирландии.
В августе 1964 года Кэрролл перешёл в «Кембридж Сити», в котором играл в течение двух сезонов. В июле 1966 года стал игроком клуба «Ипсвич Таун», в то время выступавший во Втором дивизионе. В составе «трактористов» Кэрролл играл в течение пяти сезонов и добился с этим клубом повышения в классе.
В ноябре 1971 года Кэрролл перешёл в «Бирмингем Сити», за который играл в течение двух сезонов. В последующие годы Кэрролл работал играющим тренером в «Шелбурне» и «Атлон Таун».

### Карьера в сборной
В составе сборной Ирландии сыграл 17 матчей, в которых забил 1 гол.

### Смерть
Скончался 16 августа 2020 года в возрасте 77 лет.

## Достижения
«Шелбурн»
- Чемпион Ирландии (1): 1961/62
- Обладатель Кубка Ирландии (1): 1962/63